# Borci (Jajce, BiH)
Borci su naseljeno mjesto u općini Jajce, Federacija Bosne i Hercegovine, BiH.

## Povijest
Nakon potpisivanja Daytonskog mirovnog sporazuma izdvojeno je istoimeno naseljeno mjesto koje je pripalo općini Jezero koja je ušla u sastav Republike Srpske.

## Stanovništvo

### 1991.
Nacionalni sastav stanovništva 1991. godine, bio je sljedeći:
ukupno: 227 
- Srbi - 168 (74,01%)
- Hrvati - 59 (25,99%)

### 2013.
Na popisu stanovništva 2013. godine bilo je bez stanovnika.